# Generația lui 27
Așa-numita Generație a lui 27 a fost o constelație de autori apăruți în panorama culturală spaniolă în jurul anului 1927, an în care s-au comemorat 300 de ani de la moartea poetului Luis de Góngora. Acești autori au profitat de acea dată pentru a repune în drepturi lirica culteranistă, disprețuită în secolul al XIX-lea. Atât scriitori, cât și profesori și alți intelectuali l-au omagiat pe Góngora într-o serie de evenimente (conferințe, etc.) în cadrul Ateneului din Sevilia în anul 1927, considerat actul de fondare al grupului.

## Denumire
Denumirea de „generație” a fost dezbătută, în ciuda variantelor „Generația Dictaturii”, Generația Guillén-Lorca (numele celui mai bătrân, respectiv celui mai tânăr dintre autori), „Generația lui 25” (media aritmetică a anilor debutului fiecărui scriitor), „Generația Avangardelor”, „Generația prieteniei”, „Generația Republicii” etc. Conceptul de generație este pur istoriografic și nu îndeplinește toate condițiile stabilite de Petersen pentru a fi astfel considerată; mai corect ar fi „grup generațional”, „constelație” de autori sau „promoție” poetică.

## Listă de membri
| - Rafael Alberti (1902–1999) - Felipe Alfau (1902–1999) - Vicente Aleixandre (1898–1984) - Amado Alonso (1897–1952) - Dámaso Alonso (1898–1990) - Manuel Altolaguirre (1905–1959) - Francisco Ayala (1906–2009) - Mauricio Bacarisse (1895–1931) - José Bello (1904–2008) - Rogelio Buendía (1891–1969) - Alejandro Casona (1903–1965) - Luis Cernuda (1902–1963) - Juan Chabás (1900–1954) - Ernestina de Champourcín (1905–1999) - Gerardo Diego (1896–1987) - Juan José Domenchina (1898–1959) - Antonio Espina (1894–1972) - Agustín Espinosa (1897–1939) | - León Felipe (1884–1968) - Agustín de Foxá (1903–1959) - Pedro García Cabrera (1905–1981) - Federico García Lorca (1898–1936) - Pedro Garfias (1901–1967) - Juan Gil-Albert (1904–1994) - Ernesto Giménez Caballero (1899–1988) - Jorge Guillén (1893–1984) - Emeterio Gutiérrez Albelo (1905–1937) - Miguel Hernández (1910–1942) - José María Hinojosa (1904–1936) - Enrique Jardiel Poncela (1901–1952) - Rafael Laffón (1895–1978) - Antonio de Lara (1896–1978) - Juan Larrea (1895–1980) - José López Rubio (1903–1996) | - José María Luelmo (1904–1991) - Francisco Madrid (1900–1952) - Paulino Masip (1899–1963) - Concha Méndez (1898–1986) - Miguel Mihura (1905–1977) - Edgar Neville (1899–1967) - Antonio Oliver (1903–1968) - Pedro Pérez-Clotet (1902–1966) - Rafael Porlán (1899–1945) - Emilio Prados (1899–1962) - Joaquín Romero Murube (1904–1969) - Pedro Salinas (1891–1951) - Guillermo de Torre (1900–1971) - José María Souvirón (1904–1973) - Miguel Valdivieso (1897–1966) - Fernando Villalón (1881–1930) |